# 維齊洛波奇特利

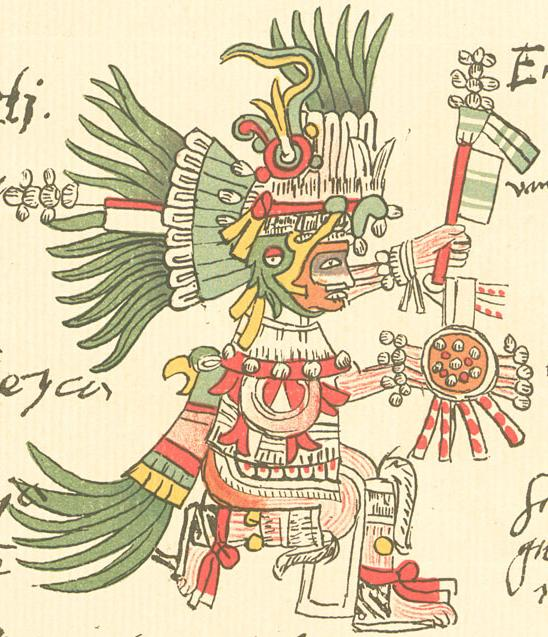
特列里亚诺-雷曼西斯手抄本中所繪的維齊洛波奇特利。

維齊洛波奇特利（Huitzilopochtli（witsiloˈpotʃtɬi）或译作赫兹罗普蒂尼，或作Uitzilopochtli，意為「南方的蜂鳥」或「左方的蜂鳥」），是阿茲特克人的戰神、墨西加人（Mexica）的部落神、特諾奇蒂特蘭的主神。當墨西加人稱霸之後，祂更被升格為太陽神。祂通常被視為是特斯卡特利波卡的一個面相。
阿兹特克祭师会用石剑每周至少杀1000人，拿他们心脏来供奉其。

## 形象
傳說祂出身就身著戰裝，並持有希赫科瓦特爾為武器。特諾奇蒂特蘭最受墨西加人敬愛的兩位神明都在大神廟上供奉，其中的一位就是祂（另一位是雨神特拉洛克）。

## 身世
傳說在科瓦特佩克山陰，住著一個叫Centzon Huitznahua的部族。該部落的女酋長名喚科瓦特利奎（Coatlicue，意为“着蛇裙的女人”，即母神），當她身懷維齊洛波奇特利時，被女兒科約爾沙赫基（Coyolxauhqui，即月神）率眾追殺。正當危急之時，維齊洛波奇特利誕生；他右手掄矛、左手擁盾，並以一記蛇型閃電殛斃帶頭的科約爾沙赫基，一時間眾人陷入恐慌，四處逃竄；溺死湖中者眾。少數人逃到南方，並獻上自己的雙手向維齊洛波奇特利投降。
這個故事的神話版本與上文大致相同：科瓦特利奎的長女科約爾沙赫基領400兄弟，意圖謀害母親與幼弟。維齊洛波奇特利全副武裝地降世，一舉殲滅姊姊和其他兄弟。科約爾沙赫基被梟首，腦袋被拋到天上變成月亮；眾兄弟則變成天上的繁星。阿茲特克人稱呼南方的星斗為Centzon Huitznahua，應源於此。

## 墨西加人的遷徙
墨西加人的特有歷史始於一個四面環海的島──阿茲特蘭。在維齊洛波奇特利的指示下，四位祭司抬著祂的神像，領著墨西加人划小船離開阿茲特蘭，向外遷徙。凡有危機出現，祂便以快速的啁啾細語指示、斥責祭司，祭司按神的旨意領導墨西加人。
漂遊的墨西加人首先在庫爾瓦坎稍事停留，聽從神的指示到達第一個安身地，為祂建廟。後來，他們遇到一棵不明原因而斷裂的樹，有些人視為凶兆，內部分裂。其中，遵從神諭、自稱為「墨西加」的這小群人單獨繼續旅途。這些人在科瓦特佩克舉行了遷徙中的第一次「新火典禮」。
墨西加人終於遷入墨西哥谷、學會納瓦特爾語，但當地原住民可不歡迎他們。起初，墨西加人據查普爾特佩克為營，後遭特帕內克人趕走。接著，他們到庫爾瓦坎，為該城提供傭兵，但後來還是被驅逐了；他們因此來到了特斯科科湖的一座小島。該地四面環水且有濃密白蘆葦，而且，他們看到了建城的象徵──一隻銜著蛇、停在仙人掌上的老鷹。於是，1325年，他們遵照維齊洛波奇特利的指示，建立了特諾奇蒂特蘭（意為「仙人掌果實之地」）、結束了兩百多年的漫遊。

## 傳說
特诺奇蒂特兰建城之初，還只是個附庸城邦，要向宗主城納貢。
傳說，維齊洛波奇特利創造了人造湖田（chinampa）這種「漂在水上的苗圃」，解決墨西加人無多餘的糧食進貢的煩惱。

## 流行文化
电子游戏世紀帝國III：阿茲特克文明有一張叫「戰神大神殿援助」的卡片，能讓玩家以1000金幣的代價換取11名骷髏武士，且骷髏武士的攻擊力得到強化。